# Nu gläd dig, min ande, i Herran
Nu gläd dig, min ande, i Herran är en psalm med elva verser diktade av biskopen i Västerås stift Einar Billing 1922.
Melodin är troligen en tysk 1500-talskomposition och publicerad i Köpenhamn i en dansk koralbok 1569 och 1624 i en finsk koralbok funnen i Kangasala. Koralen används även för Oss kristna bör tro och besinna.

## Publicerad som
- Nr 380 i 1937 års psalmbok under rubriken "Det kristna livet. Trons prövningar under frestelser." (11 verser)
- Nr 380 i Psalmer för bruk vid krigsmakten 1961 verserna  1-3.
- Nr 272 i Den svenska psalmboken 1986 under rubriken "Att leva av tro. Vaksamhet - kamp -prövning." (11 verser)
- Nr 373 i Svensk psalmbok för den evangelisk-lutherska kyrkan i Finland (1986) under rubriken "Nöd och nåd"